# Mads Bangsø
Mads Bangsø, født 2. december 1978 er en dansk atlet, træner og fotograf.
Bangsø er oprindeligt fra Skanderborg, men flyttede til Odense i 2000 for at påbegynde studie. 2000 var også året, hvor han begyndte at dyrke atletik, og har siden den gang været aktiv i OA/OGF, Københavns IF (-2005) og er nu i Sparta (2005-). Han har vundet tre danske mesterskaber på 200 meter. Har klubrekorden i KIF på 200 meter (21,71) og var på landsholdet i Europa cuppen 2004 på 100 meter, 4 x 100 meter og 4 x 400 meter.
Bangsø er uddannet i idræt på Københavns universitet med sidefag i geografi og var fra 2006 ansat på Politiskolen. Bangsø arbejder på Rysensteen Gymnasium, hvor han er fysik- og naturgeografilærer.

## Danske mesterskaber
- Guld 2007 200 meter
- Guld 2005 200 meter 21.89
- Guld 2005 4x100 meter 41,17
- Sølv 2005 200 meter inde 22.26
- Sølv 2004 100 meter 11.09
- Guld 2003 200 meter 21.88

## Personlige rekorder
- 100 meter: 10,86
- 200 meter: 21,62
- 300 meter: 35,01
- 400 meter: 48,77